# Ferencz Gyulai
Ferenc Gyulai de Marosnémeti et Nádaska (Peste, 1 de setembro de 1799 — Viena, 1 de setembro de 1868) foi um general húngaro do exército austro-húngaro. Em 1849 foi nomeado ministro da Guerra pelo imperador Francisco José I, porém permaneceria no cargo somente um ano.
Como militar se destacou por sua participação na invasão do Piemonte durante a Reunificação da Itália. Comandando suas tropas atravessou o rio Ticino em  29 de abril de 1859, invadindo o território piemontês. Nesta invasão sofreu duas duras derrotas: na Batalha de Montebello e na Batalha de Magenta, perdendo em ambas milhares de homens e pendendo a guerra a favor do lado italiano. Depois da derrota em Magenta foi destituído de seu cargo, retornando à Áustria-Hungria, onde morreu nove anos mais tarde.